# Raveniola yangren
Espèce
Raveniola yangren est une espèce d'araignées mygalomorphes de la famille des Nemesiidae.

## Distribution
Cette espèce est endémique du Hunan en Chine,. Elle se rencontre dans le xian de Baojing à Wanmipo (zh) dans une grotte non nommée.

## Description
La femelle holotype mesure 10,13 mm. Cette araignée est anophtalme.

## Étymologie
Son nom d'espèce lui a été donné en référence à Yang Ren.

## Publication originale
- Lin, Yan & Li, 2022 : « Raveniola yangren sp. n., a new troglobiontic spider from Hunan, China (Araneae, Nemesiidae). » Biodiversity Data Journal, vol. 10, no e85946, p. 1-8.